# تپه بن کن
تپه بن کن مربوط به هزاره دوم قم - سده‌های متأخر دوران‌های تاریخی پس از اسلام است و در شهرستان فارسان، بخش مرکزی، دهستان میزدج سفلی، جنوب شرق روستای ده چشمه واقع شده و این اثر در تاریخ ۱۲ شهریور ۱۳۸۶ با شمارهٔ ثبت ۱۹۵۲۷ به‌عنوان یکی از آثار ملی ایران به ثبت رسیده است.